# The Spy's Defeat
The Spy's Defeat er en amerikansk stumfilm fra 1913 af Harry McRae Webster.

## Medvirkende
- Francis X. Bushman som Carl Heinrich
- Ruth Stonehouse som Fredericka
- Frank Dayton som Plentoff
- Lillian Drew som Olga
- William Walters som Von Metzing